# Línea 508 (Santiago de Chile)
La Línea 508 de Red (anteriormente llamado Transantiago) une la Avenida Mapocho con la Avenida Las Torres de Peñalolén, recorriendo toda la Avenida Salvador.
La 508 es uno de los recorridos principales del sector poniente de Cerro Navia, así como también de acceso a la Avenida La Estrella y el centro cívico de la comuna de Peñalolén, acercándolos en su paso, también a la Avenida Grecia y a través de la Avenida Departamental.
Forma parte de la Unidad 5 del Transantiago, operada por Metbus, correspondiéndole el color turquesa a sus buses.

## Flota
El servicio 508 es operado principalmente con máquinas de 12 metros, con chasís Mercedes Benz O500U carrozadas por Caio Induscar (Mondego H), los cuales tienen capacidad de 90 personas. En ciertos horarios de mayor afluencia de público, se incorporan buses articulados de 18 metros con capacidad de 140 personas, cuyo chasis es Mercedes Benz O500UA y fueron carrozados por Caio Induscar (Mondego HA).
Recurrentemente, este servicio es operado con buses eléctricos BYD K9FE, producto de la incorporación de buses eléctricos al resto de los recorridos del corredor de Avenida Grecia.

## Historia
La línea 508 nace como una de las rutas principales del plan original de transantiago siendo anteriormente llamada 505e, la cual fue creada como una variante del recorrido 505. A mediados de 2007, el servicio tomó el nombre 508 Av. Mapocho - Av. Las Torres. 
El 2 de julio de 2016 el servicio 508 vuelve a retomar su antiguo nombre de servicio, dejando de denominarse Enea - Av. Las Torres. No obstante, el servicio sigue llegando hasta el sector de Enea.

## Trazado

### 508 Av. Mapocho - Av. Las Torres
| - Comuna de Pudahuel - Río Clarillo - Salar de Atacama - Rotonda Boulevard Aeropuerto - José Joaquín Pérez - Río Itata - El Tranque - Rio Viejo Sur - José Joaquín Pérez - Comuna de Cerro Navia - Av. La Estrella - Mapocho Sur - Comuna de Quinta Normal - Mapocho Sur - Av. Mapocho - Coronel Robles - Av. San Pablo - Matucana - Comuna de Santiago - Matucana - Compañía - Merced - Irene Morales - Comuna de Providencia - Av. Providencia - Av. Salvador - Comuna de Ñuñoa - Av. Salvador - Av. Grecia - Alcalde Jorge Monckeberg - Rotonda Rodrigo de Araya - Comuna de Macul - Rotonda Rodrigo de Araya - Alcalde Jorge Monckeberg - El Líbano - Doctor Amador Neghme Rodríguez - Comuna de Peñalolén - Av. Las Torres - Av. Tobalaba - Av. Departamental | - Comuna de Peñalolén - Av. Departamental - Av. Tobalaba - Av. Las Torres - Comuna de Macul - Doctor Amador Neghme Rodríguez - El Líbano - Alcalde Jorge Monckeberg - Rotonda Rodrígo de Araya - Comuna de Ñuñoa - Rotonda Rodrígo de Araya - Alcalde Jorge Monckeberg - Av. Grecia - Av. Salvador - Comuna de Providencia - Av. Salvador - Av. Providencia - Comuna de Santiago - Merced - Monjitas - Santo Domingo - Av. Manuel Rodríguez - Catedral - Matucana - Comuna de Quinta Normal - Matucana - Andes - Antonio Ebner - Av. Mapocho - Comuna de Cerro Navia - Av. Mapocho - Mapocho Norte - Av. La Estrella - José Joaquín Pérez - Rio Viejo Sur - Comuna de Pudahuel - El Tranque - Rio Itata - José Joaquín Pérez - Rotonda Boulevard Aeropuerto - Salar de Atacama - Rio Clarillo |

## Puntos de Interés
- Cerro Navia
- Metro Gruta de Lourdes
- Instituto Nacional Barros Arana
- Hospital San Juan de Dios
- Plaza Brasil
- Metro Santa Ana
- Museo La Merced
- Lider Express Merced
- Plaza Baquedano
- Hospital del Salvador
- Estadio Nacional de Chile
- Metro Estadio Nacional
- Metro Las Torres

- Datos: Q17620897